# Montleidièr e Sench Ibarç
Mont Leidièr (en francès Mouleydier) és un municipi francès situat al departament de la Dordonya i a la regió de la Nova Aquitània.

## Demografia
| 1962                                       | 1968 | 1975 | 1982 | 1990  | 1999  | 2007  |
| ------------------------------------------ | ---- | ---- | ---- | ----- | ----- | ----- |
| 940                                        | 989  | 983  | 966  | 1.049 | 1.061 | 1.008 |
| Des de 1962: població sense dobles comptes |      |      |      |       |       |       |

## Administració
| Període | Identitat       | Partit |
| ------- | --------------- | ------ |
| 2001-   | Michel Branchut |        |